# Skalar (matematik)
 For alternative betydninger, se Skalar. (Se også artikler, som begynder med Skalar)
En skalar er et matematisk begreb, og modsætningen til en vektor: Mens en vektor beskrives ved to eller flere tal, beskrives en skalar ved et enkelt tal (som dog godt kan være komplekst).
En mindre abstrakt forklaring ser man i den præcise forskel mellem fart og hastighed: 60 kilometer i timen er en fart, mens 60 kilometer i timen mod nordøst er en hastighed. Fysikere og matematikere beskriver i deres beregninger hastigheden som en vektor, og farten som en skalar.
| Matematik | Spire Denne artikel om matematik er en spire som bør udbygges. Du er velkommen til at hjælpe Wikipedia ved at udvide den. |